# 榊MAKI
榊 MAKI（さかき まき、男性、9月15日 - ）は、日本のイラストレーター。青森県出身。
アダルトゲームメーカー・あんくに所属していたが同ブランドを所有する株式会社オー・パーツの倒産により、現在は主にXEROのブランド・めろめろキュートの作品で原画を担当している。

## 主な作品
アダルトゲーム
- innocence pain 〜満ちる闇 欠ける月〜（あんく）
- to…（あんく）
- はてなきそら（あんく）
- なつ☆なつ（あんく）
- ぽっと -Rondo for Dears-（あんく）
- 残暑お見舞い申し上げます。 〜君と過ごしたあの日と今と〜（めろめろキュート）
- ミンナノウタ（めろめろキュート）
- よう∽ガク〜妖学園の未来は会長次第!?〜（ぱわふるソフト）
- BLOODY†RONDO（3rdEye）
- 死神のテスタメント〜menuet of epistula〜（3rdEye）
- 幻創のイデア〜Oratorio Phantasm Historia〜（3rdEye）

挿絵
- マジキュー（エンターブレイン） Vol.3・16・22・28
- 『Sister Love Song』（フランス書院〈美少女文庫〉） 河里一伸著、2004年10月
- 『お姉ちゃんとあそぼ』（フランス書院〈美少女文庫〉） 橘真児著、2005年4月
- 『こいねこ -君に逢えたら-』（フランス書院〈美少女文庫〉） あおぞら鈴音著、2005年8月